# SIG 710
Die SIG 710 ist ein Maschinengewehr, welches von der Schweizerischen Industrie Gesellschaft entwickelt wurde. Das Maschinengewehr wird auch als SIG MG 710 oder manchmal nur als MG 710 bezeichnet. Entwickelt wurde es ab 1955 bei der SIG aus den deutschen MG 42 und MG 45, bis dann im Verlauf von zehn Jahren die SIG 710-1, SIG 710-2 und SIG 710-3 als Produkte präsentiert wurden. Die Schweiz hat das Maschinengewehr nicht eingeführt, stattdessen wurde es ausschliesslich exportiert.

## Nutzer
- Bolivien – Die bolivianischen Streitkräfte nutzen das SIG 710-3.[2]
- Brunei – Die Streitkräfte Bruneis nutzen das SIG 710-3.[2]
- Chile – Die Streitkräfte Chiles nutzen das SIG 710-3.[3]
- Liberia – Die liberianischen Streitkräfte nutzen das SIG 710-3.[4]